# 27241 Sunilpai
27241 Sunilpai è un asteroide della fascia principale. Scoperto nel 1999, presenta un'orbita caratterizzata da un semiasse maggiore pari a 2,3624371 au e da un'eccentricità di 0,0803290, inclinata di 6,57092° rispetto all'eclittica.
L'asteroide è dedicato allo studente statunitense Sunil Kochikar Pai.